# 에밀 마이어

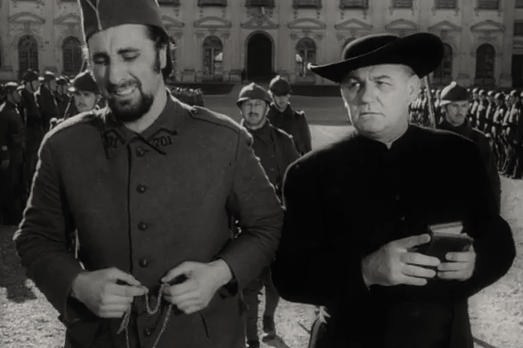

에밀 마이어(Emile Meyer, 1910년 8월 18일 ~ 1987년 3월 19일)는 미국의 배우이다.
뉴올리언스에서 태어났으며 커빙턴에서 사망하였다.

## 출연 작품
- 아웃핏 (1974년)
- 메이컨 컨트리 라인 (1974년)
- 벅스킨 (1968년)
- 살인을 위한 시간 (1967년)
- 무브 오버, 달링 (1963년)
- 굿 데이 포 어 행잉 (1959년)
- 라인업 (1958년)
- 델리케이트 딜리퀀트 (1957년)
- 바디 페이스 넬슨 (1957년)
- 성공의 달콤한 향기 (1957년)
- 영광의 길 (1957년)
- 스트레인저 온 호스백 (1955년)
- 걸 인 더 레드 벨벳 스윙 (1955년)
- 황금팔을 가진 사나이 (1955년)
- 폭력 교실 (1955년)
- 거인 (1955년)
- 살인 방패 (1954년)
- 실버 로드 (1954년) - 쉐리프 울리 역
- 라이오트 인 셀 블락 11 (1954년)
- 더 파머 테이크 어 와이프 (1953년)
- 셰인 (1953년) - 루퍼스 라이커 역
- 야망의 브로드웨이 (1952년)
- 더 빅 나이트 (1951년)
- 거리의 공황 (1950년)

### 텔레비전
- 페리 메이슨 (1961-65)
- 보난자 (1970-72)